# Ivan Kozlica
Ivan Kozlica (Sinj, 19. ožujka 1958.), hrvatski povjesničar i bivši visoki državni dužnosnik.

## Životopis
Rođen je u Sinju. U rodnom je gradu završio gimnaziju. Od 19. godine živi u Zagrebu. Diplomirao je na Fakultetu političkih znanosti i na Ratnoj školi Oružanih snaga RH „Ban Josip Jelačić”. Magistrirao je na poslijediplomskom studiju novije hrvatske povijesti Filozofskog fakulteta u Zagrebu temom Stradanje civilnog stanovništva sinjskog kraja 1944. Dragovoljac je Domovinskog rata od ljeta 1990. godine. Među prvima je u Sinj zimi 1990. dopremio prvo naoružanje, a u vrijeme teških razaranja tijekom rujna 1991., s nekoliko kolega dopremio je dva tegljača naoružanja i vojne opreme, prolazeći kroz ratno područje između Zagreba i Sinja. Obnašao je dužnost pomoćnika glavnog inspektora Oružanih snaga RH i pomoćnika ministra obrane RH. Osim toga obnašao je razne visoke dužnosti u Ministarstvu obrane Republike Hrvatske. Autor je brojnih članaka o ratnim žrtvama koji su izašli u mnoštvu hrvatskih tiskovina.
Objavio je knjige Krvava Cetina : masovni pokolji u cetinskome kraju i Poljicima u Drugome svjetskom ratu  (2012.), Markovića jama : partizanski zločin u Aržanu i Podima 1944.  (2014.), Alka u politici politika u Alki : sinjska alka i ratovi dvadesetog stoljeća  (2014.) i Vrličko pitanje : Vrlika u žrvnju velikosrpske politike  (2015.).
2015. godine predložen je za Nagradu Splitsko-dalmatinske županije za zasluge u znanstveno-istraživačkom radu. Gradska vijeća Vrlike i Trilja dodijelila su mu godišnje nagrade za zasluge u znanstveno-istraživačkom radu. Klub Sinjana u Zagrebu sinjskom je Gradskom vijeću predložio da mu se kao autoru knjige Alka u politici – politika u Alki i kao autoru nekoliko drugih knjiga s temama iz cetinske prošlosti dodijeli godišnja nagrada, što je nadležni odbor u sinjskom gradskom vijeću prihvatio i proslijedio na formalno usvajanje Gradskom vijeću, no prvi se put dogodilo da jedan prijedlog nadležnog Odbora nije usvojen:28., za šta je okrivio mjesni SDP.
Član je Viteškog alkarskog društva i Kulturnog društva Trilj.

## Vanjske poveznice
- KOZLICA: „Naša vlast na čudan način popušta Srbiji. HDZ je Vučićevu stranku šutke primio u europsku pučku obitelj, a pitanje ratne odštete više ne spominju!“ 7Dnevno. 31. listopada 2017.
- Šarac, Damir: Povjesničar Ivan Kozlica: Žrtvama se trebaju baviti povjesničari, a ne ideologije  Slobodna Dalmacija. 20. prosinca 2012.